# Olympiade
Eine Olympiade ist eine seit der griechischen Antike gebräuchliche Zeiteinheit, die das vierjährige Intervall zwischen zwei Olympischen Spielen bezeichnet. Ursprünglich begann sie mit der Eröffnung der Spiele und endete mit dem Beginn der nächsten. Nach neuzeitlicher Definition beginnt eine Olympiade dagegen schon am 1. Januar des Jahres, in dem Olympische Sommerspiele turnusgemäß stattfinden, so dass sie exakt vier Jahre umfasst. Schon in der griechischen Archaik des 6. Jahrhunderts v. Chr., wie teilweise auch heute, wird die Bezeichnung auch für die Olympischen Spiele selbst verwendet.
Das Jahr 2025 fällt in die XXXIII (33.) Olympiade der Neuzeit.

## Etymologie
Der Begriff leitet sich vom Wortstamm Ὀλυμπιάδ- Olympiád- des altgriechischen Substantivs Ὀλυμπιάς Olympiás ab, das die Olympischen Spiele, den Sieg bei den Olympischen Spielen oder den Zeitraum zwischen zwei Spielen bezeichnen kann. Der Wortstamm ist im Nominativ nicht erkennbar, aber z. B. im Genitiv Ὀλυμπιάδος Olympiádos.

## Antike
Die ersten Olympischen Spiele der Antike wurden der Überlieferung zufolge im 8. Jahrhundert v. Chr. in Olympia auf der Halbinsel Peloponnes abgehalten. Die ersten Siegerlisten sind aus dem Jahr 776 v. Chr. überliefert, das der Ausgangspunkt der klassischen griechischen Zeitrechnung ist. Zur Grundlage der griechischen Chronologie wurde die Olympiadenrechnung, also die Datierung von Ereignissen nach Olympiaden, aber erst durch den Geschichtsschreiber Timaios von Tauromenion, der im 4. und 3. Jahrhundert v. Chr. lebte.

## Neuzeit
Das Internationale Olympische Komitee definiert die Olympiade als den Zeitraum von vier Jahren, der jeweils am 1. Januar des Jahres der Sommerspiele beginnt. Die erste Olympiade der Neuzeit in Athen begann demnach am 1. Januar 1896, die XXXII. Olympiade der Neuzeit am 1. Januar 2020, dem Jahr, in dem die Olympischen Sommerspiele 2020 hätten stattfinden sollen, die deshalb offiziell die Spiele (zur Feier) der XXXII. Olympiade heißen. Die Olympiaden werden mit römischen Zahlen nummeriert. Sommerspiele finden in jenen Jahren statt, die durch vier teilbar sind.
Die Zeitrechnung in Olympiaden ist unabhängig davon, ob die Spiele stattfinden oder nicht. Die Olympischen Sommerspiele 1936 waren die Spiele der XI. Olympiade. Nachdem im Zweiten Weltkrieg 1940 und 1944 keine Spiele ausgetragen worden waren, wurden die Sportveranstaltungen 1948 mit den Spielen der XIV. Olympiade wieder aufgenommen.
Die Winterspiele werden hingegen fortlaufend nummeriert. Die IV. Olympischen Winterspiele wurden 1936 ausgetragen, die V. Olympischen Winterspiele aber erst 1948. Seit 1994 finden die Winterspiele zudem in jenen geraden Jahren statt, in denen es keine Sommerspiele gibt, und deshalb in der Mitte jeder Olympiade.
Überblick der Olympiaden mit den Olympischen Sommerspielen, Olympischen Winterspielen, Sommer-Paralympics, Winter-Paralympics, Olympischen Jugend-Sommerspielen und Olympischen Jugend-Winterspielen:
| Olympiade | 1. Jahr                                                                                                   | 2. Jahr                                              | 3. Jahr                                                                                  | 4. Jahr |
| --------- | --- | ---------------------------------------------------- | ---------------------------------------------------------------------------------------- | ------- |
| I         | Olympische Sommerspiele 1896                                                                              | 1897                                                 | 1898                                                                                     | 1899    |
| II        | Olympische Sommerspiele 1900                                                                              | 1901                                                 | 1902                                                                                     | 1903    |
| III       | Olympische Sommerspiele 1904                                                                              | 1905                                                 | Olympische Zwischenspiele 1906                                                           | 1907    |
| IV        | Olympische Sommerspiele 1908                                                                              | 1909                                                 | 1910                                                                                     | 1911    |
| V         | Olympische Sommerspiele 1912                                                                              | 1913                                                 | 1914                                                                                     | 1915    |
| VI        | Olympische Sommerspiele 1916                                                                              | 1917                                                 | 1918                                                                                     | 1919    |
| VII       | Olympische Sommerspiele 1920                                                                              | 1921                                                 | 1922                                                                                     | 1923    |
| VIII      | Olympische Sommerspiele 1924 Olympische Winterspiele 1924                                                 | 1925                                                 | 1926                                                                                     | 1927    |
| IX        | Olympische Sommerspiele 1928 Olympische Winterspiele 1928                                                 | 1929                                                 | 1930                                                                                     | 1931    |
| X         | Olympische Sommerspiele 1932 Olympische Winterspiele 1932                                                 | 1933                                                 | 1934                                                                                     | 1935    |
| XI        | Olympische Sommerspiele 1936 Olympische Winterspiele 1936                                                 | 1937                                                 | 1938                                                                                     | 1939    |
| XII       | Olympische Sommerspiele 1940 Olympische Winterspiele 1940                                                 | 1941                                                 | 1942                                                                                     | 1943    |
| XIII      | Olympische Sommerspiele 1944 Olympische Winterspiele 1944                                                 | 1945                                                 | 1946                                                                                     | 1947    |
| XIV       | Olympische Sommerspiele 1948 Olympische Winterspiele 1948                                                 | 1949                                                 | 1950                                                                                     | 1951    |
| XV        | Olympische Sommerspiele 1952 Olympische Winterspiele 1952                                                 | 1953                                                 | 1954                                                                                     | 1955    |
| XVI       | Olympische Sommerspiele 1956 Olympische Winterspiele 1956                                                 | 1957                                                 | 1958                                                                                     | 1959    |
| XVII      | Olympische Sommerspiele 1960 Sommer-Paralympics 1960 Olympische Winterspiele 1960                         | 1961                                                 | 1962                                                                                     | 1963    |
| XVIII     | Olympische Sommerspiele 1964 Sommer-Paralympics 1964 Olympische Winterspiele 1964                         | 1965                                                 | 1966                                                                                     | 1967    |
| XIX       | Olympische Sommerspiele 1968 Sommer-Paralympics 1968 Olympische Winterspiele 1968                         | 1969                                                 | 1970                                                                                     | 1971    |
| XX        | Olympische Sommerspiele 1972 Sommer-Paralympics 1972 Olympische Winterspiele 1972                         | 1973                                                 | 1974                                                                                     | 1975    |
| XXI       | Olympische Sommerspiele 1976 Sommer-Paralympics 1976 Olympische Winterspiele 1976 Winter-Paralympics 1976 | 1977                                                 | 1978                                                                                     | 1979    |
| XXII      | Olympische Sommerspiele 1980 Sommer-Paralympics 1980 Olympische Winterspiele 1980 Winter-Paralympics 1980 | 1981                                                 | 1982                                                                                     | 1983    |
| XXIII     | Olympische Sommerspiele 1984 Sommer-Paralympics 1984 Olympische Winterspiele 1984 Winter-Paralympics 1984 | 1985                                                 | 1986                                                                                     | 1987    |
| XXIV      | Olympische Sommerspiele 1988 Sommer-Paralympics 1988 Olympische Winterspiele 1988 Winter-Paralympics 1988 | 1989                                                 | 1990                                                                                     | 1991    |
| XXV       | Olympische Sommerspiele 1992 Sommer-Paralympics 1992 Olympische Winterspiele 1992 Winter-Paralympics 1992 | 1993                                                 | Olympische Winterspiele 1994 Winter-Paralympics 1994                                     | 1995    |
| XXVI      | Olympische Sommerspiele 1996 Sommer-Paralympics 1996                                                      | 1997                                                 | Olympische Winterspiele 1998 Winter-Paralympics 1998                                     | 1999    |
| XXVII     | Olympische Sommerspiele 2000 Sommer-Paralympics 2000                                                      | 2001                                                 | Olympische Winterspiele 2002 Winter-Paralympics 2002                                     | 2003    |
| XXVIII    | Olympische Sommerspiele 2004 Sommer-Paralympics 2004                                                      | 2005                                                 | Olympische Winterspiele 2006 Winter-Paralympics 2006                                     | 2007    |
| XXIX      | Olympische Sommerspiele 2008 Sommer-Paralympics 2008                                                      | 2009                                                 | Olympische Winterspiele 2010 Winter-Paralympics 2010 Olympische Jugend-Sommerspiele 2010 | 2011    |
| XXX       | Olympische Sommerspiele 2012 Sommer-Paralympics 2012 Olympische Jugend-Winterspiele 2012                  | 2013                                                 | Olympische Winterspiele 2014 Winter-Paralympics 2014 Olympische Jugend-Sommerspiele 2014 | 2015    |
| XXXI      | Olympische Sommerspiele 2016 Sommer-Paralympics 2016 Olympische Jugend-Winterspiele 2016                  | 2017                                                 | Olympische Winterspiele 2018 Winter-Paralympics 2018 Olympische Jugend-Sommerspiele 2018 | 2019    |
| XXXII     | Olympische Jugend-Winterspiele 2020                                                                       | Olympische Sommerspiele 2020 Sommer-Paralympics 2020 | Olympische Winterspiele 2022 Winter-Paralympics 2022 Olympische Jugend-Sommerspiele 2022 | 2023    |
| XXXIII    | Olympische Sommerspiele 2024 Sommer-Paralympics 2024 Olympische Jugend-Winterspiele 2024                  | 2025                                                 | Olympische Winterspiele 2026 Winter-Paralympics 2026 Olympische Jugend-Sommerspiele 2026 | 2027    |
| XXXIV     | Olympische Sommerspiele 2028 Sommer-Paralympics 2028 Olympische Jugend-Winterspiele 2028                  | 2029                                                 | Olympische Winterspiele 2030 Winter-Paralympics 2030 Olympische Jugend-Sommerspiele 2030 | 2031    |
| XXXV      | Olympische Sommerspiele 2032 Sommer-Paralympics 2032 Olympische Jugend-Winterspiele 2032                  | 2033                                                 | Olympische Winterspiele 2034 Winter-Paralympics 2034 Jugend-Sommerspiele 2034            | 2035    |
| XXXVI     | Olympische Sommerspiele 2036 Sommer-Paralympics 2036 Olympische Jugend-Winterspiele 2036                  | 2037                                                 | Olympische Winterspiele 2038 Winter-Paralympics 2038 Jugend-Sommerspiele 2038            | 2039    |
| XXXVII    | Olympische Sommerspiele 2040 Sommer-Paralympics 2040 Olympische Jugend-Winterspiele 2040                  | 2041                                                 | Olympische Winterspiele 2042 Winter-Paralympics 2042 Jugend-Sommerspiele 2042            | 2043    |

## Begriff
Schon Pindar verwendete zu seiner Zeit (im 6. Jahrhundert v. Chr.) den Begriff nicht nur für den Vierjahreszeitraum, sondern ebenfalls für die Veranstaltung der Olympischen Spiele. Dies gilt ebenso für viele Sprachen heute. In deutschen Wörterbüchern und Lexika ist die synonyme Verwendung für die Spiele seit den 1930er Jahren belegt. Im Englischen unterscheidet man hingegen zwischen dem Zeitraum der Olympiad und der Veranstaltung Olympics.
Im Deutschen und in weiteren Sprachen erhalten andere Wettbewerbe den Namen, wie Schacholympiade oder Deutsche Mathematik-Olympiade. Von „Olympiade“ ausgehend, hat sich das Suffix -ade auch auf andere Sportveranstaltungen ausgedehnt, etwa die Makkabiade.

## Markenschutz
Die Begriffe „Olympiade“, „Olympia“ und „olympisch“ sind in Deutschland durch das Olympiaschutzgesetz geschützt. Eine Verwendung außerhalb der vom IOC veranstalteten oder genehmigten Anlässe kann zu Schadenersatzforderungen führen. Allerdings wurde die Verfassungsmäßigkeit des Gesetzes durch das Landgericht Darmstadt in einem zwischenzeitlich rechtskräftigen Urteil (Aktenzeichen 14 O 744/04) angezweifelt, wodurch eine tatsächliche Rechtswirkung fraglich bleibt.